# امان‌الله نیکزاد
'امان‌الله ' معروف به ' قوماندان از فرماندهان جهادی در منطقه زیر کوه .شیندند، یکی از بزرگترین ولسوالی  افغانستان در غرب کشور بود. وی در زمان حضور نیروهای شوروی در افغانستان محافظ قوماندان جهادی بنام غوث الدین بود که در آن هنگام از شروع جنگ علیه تجاوز اتحاد جماهیر شوروی اجازه نداد تا برای یک لحظه هم که شده نیروهای شوروی‌ داخل زیرکوه گردند بعد از سقوط نظام دیموکراتیک و به پیروزی رسیدن مجاهدین، غوث الدین با اسماعیل خان والی آن زمان بیعت نکرده و از او پیروی نکرد بعدا اسماعیل خان تصمیم گرفت تاغوث الدین را از بین ببرد بعد از جنگ‌های زیاد اسماعیل موفق نگردید که قومانده منطقه زیرکوه را به دست بیاورد بعدا به حیله ونیرنگ (آتش‌بس) وارد زیرکوه گردید وبر خلاف وعده‌هایش غوث الدین وهمراهانش راکشت اسماعیل هیچوقت نگذاشت فرمانده ای در هرات جایش را بگیرد از جمله ترور علاوالدین  

امان الله، در درگیری‌ هایی شرکت داشت که منجر به تضعیف حاکمیت اسماعیل خان در هرات و حوزه غرب کشور شد  در نتیجه، اسماعیل خان معروف از سوی حکومت مرکزی کنار گذاشته شد سقوط فرمانروایی اسماعیل خان در حوزه غرب یکی از دست اورد های بزرگ امان الله خان نیکزاد بود. 
امان‌الله خان. در تاریخ ۲۲ اکتبر سال ۲۰۰۶ میلادی، در یک درگیری محلی با نیروهای یک فرمانده شبه نظامی دیگر به نام باب بصیر. در زیرکوه کشته شد.